# Radlands
Albums de Mystery Jets
Serotonin
(2010) Curve of the Earth
(2016)
Singles
1. Someone Purer
Sortie : 16 avril 2012
2. Greatest Hits
Sortie : 13 juin 2012

Radlands est le quatrième album du groupe britannique Mystery Jets, sorti le 30 avril 2012 sur le label Rough Trade Records. Il s'agit d'un album-concept retraçant l'histoire semi-fictive d'Emmerson Lonestar, musicien errant à la recherche de son amour d'enfance.

## Contexte
Après le modeste succès critique de leur précédent album Serotonin, sorti en 2010, le groupe originaire d'Eel Pie Island décide de s'installer aux États-Unis pour enregistrer leur nouvel opus.
Le mot Radlands est un mot-valise regroupant Badlands (La Balade sauvage), titre du premier film du réalisateur Terrence Malick en 1973, et Redlands, la propriété de Keith Richards, le guitariste des Rolling Stones, dans les années 60. Mais c'est ici surtout le nom que les Mystery Jets ont donné au studio d'enregistrement qu'ils se sont construit dans une maison de campagne au bord du fleuve Colorado, près d'Austin, dans le Texas.
En plus de la période d'enregistrement, Blaine Harrison est retourné seul aux États-Unis y puiser son inspiration à la fois pour les chansons et l'univers tout entier de l'album.
Le 3 avril 2012, peu avant la sortie de Radlands, le bassiste Kai Fish annonce son départ du groupe pour se consacrer à sa récente paternité, différents projets ainsi que sa carrière solo. Son premier album Life in Monochrome est d'ailleurs sorti en septembre 2011. Il est remplacé au sein de Mystery Jets par Pete Cochrane pour la tournée britannique qui suit.

## Enregistrement et production
L'album est enregistré live de mars à décembre 2011 aux Radlands Studios donc. Il est coproduit par Mystery Jets et Dan Carey (déjà producteur notamment de Sia, Franz Ferdinand, Bat For Lashes, Eugene McGuinness). Seuls The Streatham Gospel Singers, qu'on peut entendre sur quatre titres, sont enregistrés à Londres.
La quasi-totalité du travail d'écriture et de composition repose sur Blaine et Henry Harrison ainsi que William Rees. 
Alors que l'album précédent Serotonin révélait une direction plus pop que ses prédécesseurs, Radlands est influencé par l'univers où il est enregistré et penche cette fois vers une teinte americana voire country, à travers l'utilisation des guitares acoustiques, Dobro, pedal steel et chœurs gospels. Il s'agit d'un album un peu à part dans la discographie du groupe dans la mesure où ils ne reviendront plus vers ces sonorités-là, qui ont généralement moins convaincu la critique.
La Londonienne Sophie-Rose Harper, chanteuse des groupes Paradisia et The Night VI, apparaît sur Take Me Where the Roses Grow en duo avec Blaine Harrison. Elle devient donc une habituée de l'entourage des Jets puisqu'elle avait déjà posé sa voix sur Serotonin et réitèrera sur l'album suivant Curve of the Earth.

## Commercialisation

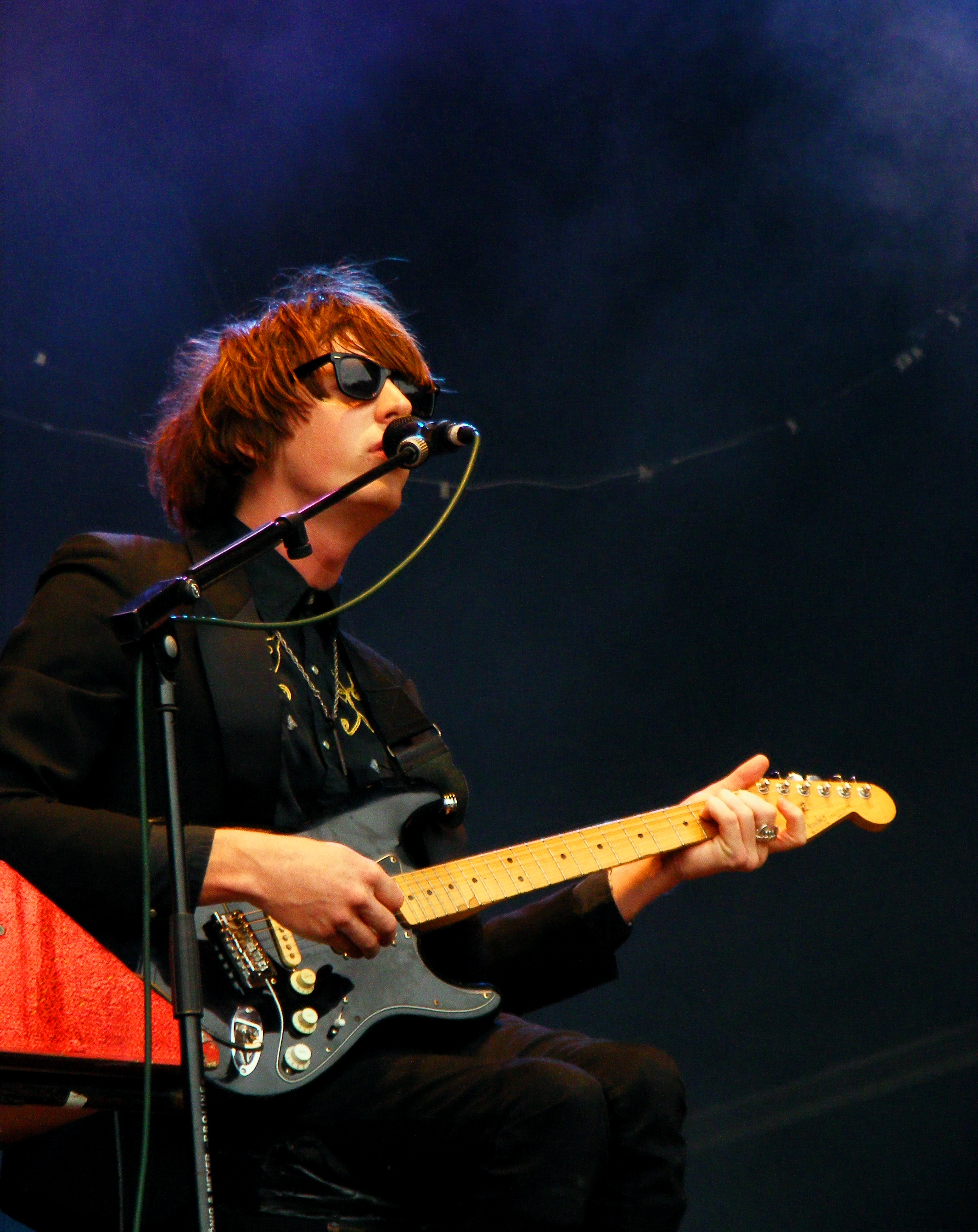
Blaine Harrison en concert au Bingley Music Live en septembre 2011.

Radlands sort le 30 avril 2012 en Europe et le 5 juin aux États-Unis. Il est édité sur le label Rough Trade Records aux formats CD digipack, vinyle gatefold et digital.

### Singles
Deux singles sont extraits de l'album Radlands :
Someone Purer, dont le clip est réalisé par Jack King, est d'abord mis en ligne par le groupe le 5 avril 2012. Puis, une version américaine est mise en ligne par Rough Trade Records le 30 avril. Le clip de cette dernière, tourné dans un décor désertique et peut-être plus adapté au marché américain, est cette fois réalisé par Jem Goulding. 
Le deuxième single Greatest Hits sort le 13 juin 2012. À nouveau réalisé par Jem Goulding, il est mis en ligne par le label Rough Trade.

### Artwork
La pochette de Radlands représente une photo des membres de Mystery Jets (prise par Henry Harrison) découpée dans la forme de l'état du Texas. Le design est d'Alison Fielding (directrice artistique chez Beggars) et les photos intérieures de la Britannique Tabitha Denholm (réalisatrice de clips musicaux et directrice artistique de Florence and the Machine).
Parallèlement à l'album, Mystery Jets et Rough Trade Records publient une bande dessinée intitulée Radlands - The Ballad of Emmerson Lonestar, scénarisée par Richard Elms et Mystery Jets, et dessinée par le Britannique Glenn Fabry et le dessinateur américain de chez DC Comics V. Ken Marion. Une introduction au scénario figure d'ailleurs sur la première page du livret du CD.

### Tournées
Une tournée britannique est organisée au printemps pour promouvoir l'album. Elle démarre le 28 mars à Leeds pour se terminer à l'O2 Arena de Londres le 18 mai 2012. Ils apparaissent fin août au Reading and Leeds Festival avant d'embarquer pour une tournée australienne. Ils repartent enfin pour quinze dates anglaises pendant tout le mois de novembre 2012.
La tournée de promotion américaine, elle, parcourt les États-Unis d'est en ouest au mois de juin 2012. Des treize concerts qui la composent, un premier est calé à Boston le 12 juin et le dernier à Oakland, en Californie, le 30.

## Réceptions critique et publique
L'album reçoit un score de 67/100 sur le site agrégateur de critiques Metacritic, ce qui signifie des notes moyennes ou mitigées. Mark Deming, sur le site AllMusic pointe notamment : "Moins une réinvention qu'un agréable détour, Radlands est un ensemble de cartes postales sonores de l’État de l’Étoile Solitaire, qui montre à quel point mélanger vacances et travail peut faire du bien". Alors que Rebecca Nicholson, du Guardian, regrette : "Le placage de rétro-rock teinté de sépia étouffe l'album, et ce dernier finit par manquer de l'énergie et du charme des efforts précédents [du groupe]". En France enfin, Jean-Christophe Gé déclare sur le site Sound Of Violence : "Radlands est un album serein, d'où se dégage de l'optimisme sans naïveté".
Côté public, l'album s'est hissé à la 40e place des charts anglo-saxons.

## Titres
| 1.    | Radlands (B. Harrison/Mystery Jets)                                           | 5:28 |
| 2.    | You Had Me at Hello (B. Harrison)                                             | 4:22 |
| 3.    | Someone Purer (B. Harrison/W. Rees)                                           | 5:18 |
| 4.    | The Ballad of Emmerson Lonestar (W. Rees/H. Harrison)                         | 4:58 |
| 5.    | Greatest Hits (B. Harrison)                                                   | 3:35 |
| 6.    | The Hale Bop (W. Rees/H. Harrison)                                            | 3:02 |
| 7.    | The Nothing (B. Harrison/H. Harrison)                                         | 4:55 |
| 8.    | Take Me Where the Roses Grow (feat. Sophie Rose Harper) (W. Rees/S-R. Harper) | 4:31 |
| 9.    | Sister Everett (W. Rees/H. Harrison)                                          | 4:49 |
| 10.   | Lost in Austin (B. Harrison/W. Rees/H. Harrison)                              | 6:19 |
| 11.   | Luminescense (B. Harrison/H. Harrison)                                        | 4:48 |
| 52:05 |                                                                               |      |

## Crédits
Crédits adaptés des notes de pochette de Radlands.

### Mystery Jets
- Blaine Harrison – chant, claviers, guitares, direction artistique
- William Rees – guitares, claviers
- Henry Harrison – claviers, guitares, direction artistique
- Jack Flanagan – basse
- Kapil Trivedi – batterie

### Musiciens additionnels
- Sophie-Rose Harper – chant (8)
- Matt Park – pedal steel (1,4)
- Fred Stitz – Dobro (11)
- The Streatham Gospel Singers (2,5,6,9)

### Production
- Dan Carey – production, enregistrement
- Richie Cooper – production (sessions Texas)
- Alexis Smith – enregistrement
- Alison Fielding – design

## Sources
1. ↑  (en) Robert Leedham, « Drowned In Sound : Radlands review », sur Drowned In Sound, 26 avril 2012
2. ↑  (en) « Mystery Jets Present: Radlands: The Ballad of Emmerson Lonestar », sur Google Books (consulté le 31 mai 2020)
3. ↑  « Radlands – Mystery Jets », Metacritic. CBS Interactive (consulté le 24 mai 2020)
4. ↑  Mark Deming, « Radlands – Mystery Jets », AllMusic, Rovi Corporation (consulté le 24 mai 2020)
5. ↑  John Freeman, « Radlands – Mystery Jets », Clash, 30 avril 2012
6. ↑  Robert Leedham, « Radlands – Mystery Jets », Drowned In Sound, 26 avril 2012
7. ↑  Rebecca Nicholson, « Radlands – Mystery Jets », The Guardian, 26 avril 2012
8. ↑  John Murphy, « Radlands – Mystery Jets », MusicOMH, 30 avril 2012
9. ↑  Rebecca Schiller, « Radlands – Mystery Jets », NME, 30 avril 2012
10. ↑  Ally Carnwath, « Radlands – Mystery Jets », The Observer, 29 avril 2012
11. ↑  Larry Fitzmaurice, « Radlands – Mystery Jets », Pitchfork, 7 juin 2012
12. ↑  David Smith, « Radlands – Mystery Jets », Popmatters, 9 mai 2012
13. ↑  (en) « Serotonin - Mystery Jets », sur Metacritic (consulté le 31 mai 2020)
14. ↑  Larry Fitzmaurice, « Pitchfork : Radlands review », sur Pitchfork, 7 juin 2012
15. ↑  (en) Tim Poulton, « Mystery Jets Bassist Kai Fish Quits The Band », sur MusicFeeds, 4 avril 2012
16. ↑  (en) Chris Bright, « Mystery Jets Radlands Review », sur BBC, 2012 (consulté le 15 mai 2020)
17. ↑  CMU editorial, « Mystery Jets Lose bassists, announce new members », sur Complete Music Update, 11 avril 2012
18. ↑  « Banquet Records : Mystery Jets - Radlands », sur Banquet Records (consulté le 19 mai 2020)
19. ↑  (en) « Mystery Jets Music Profile », sur Metacritic (consulté le 22 mai 2020)
20. ↑  (en) « Sophie-Rose Harper | Discographie », sur Discogs (consulté le 22 mai 2020)
21. 1 2  (en) « Mystery Jets sets US release date for new album, Radlands, announces tour », sur Force Field PR, 1er mai 2012
22. ↑  (en) « Mystery Jets - Radlands », sur Discogs (consulté le 31 mai 2020)
23. ↑  (en) Mystery Jets, « Mystery Jets - Someone Purer (official video) », sur YouTube, Google, Inc., 5 avril 2012
24. ↑  (en) « Mystery Jets: Someone Purer », sur Nowness, 29 avril 2012
25. ↑  (en) Rough Trade Records, « Mystery Jets - Greatest Hits (official video) », sur YouTube, Google, Inc., 13 juin 2012
26. ↑  (en) « Alison Fielding », sur Discogs (consulté le 28 mai 2020)
27. ↑  (en) « Tabitha Denholm (section About) », sur tabithadenholm.com (consulté le 28 mai 2020)
28. ↑  (en) « Radlands: The Ballad Of Emmerson Lonestar », sur Amazon (consulté le 28 mai 2020)
29. ↑  (en) Jon Stickler, « Mystery Jets Announce Spring UK Tour Supporting New Album "Radlands" », sur Stereoboard, 21 février 2012
30. ↑  (en) Steve Janes, « Mystery Jets "Radlands" Autumn UK Tour Announced », sur WithGuitars, 7 août 2012
31. ↑  (en) Mark Deming, « Mystery Jets - Radlands », sur AllMusic (consulté le 28 mai 2020)
32. ↑  (en) Rebecca Nicholson, « Mystery Jets: Radlands review », sur The Guardian, 26 avril 2012
33. ↑  Jean-Christophe Gé, « Mystery Jets - Radlands », sur Sound Of Violence, 25 avril 2012
34. ↑  « Official Charts : Mystery Jets », sur Official Charts (consulté le 19 mai 2020)